# Kataja Basket Club
Kataja Basket Club is een Finse basketbalploeg uit Joensuu die uitkomt in de Korisliiga.

## Geschiedenis
Kataja werd opgericht in 1955 speelde aanvankelijk in de lagere regionen maar maakte in de jaren 1970 de doorstoot naar de hoogste klasse. In de jaren 1980 zakte de club weer weg in het amateurbasketbal. Vanaf de jaren 1990 werd er opnieuw geïnvesteerd, de club keerde terug naar het hoogste niveau in 2001. Vanaf dan stootte de club door naar de top en bereikte meermaals de top drie. In 2002 won de club ook de Finse beker. In 2015 werd de club voor het eerst landskampioen, twee jaar later werden ze opnieuw kampioen.
In 2024 won de club voor een vierde keer de Finse basketbalbeker.

## Erelijst
- Fins landskampioen: 2015, 2017
  - Tweede: 2003, 2006, 2009, 2011, 2012, 2014
  - Derde: 2002, 2005, 2007, 2013, 2023
- Finse basketbalbeker: 2002, 2010, 2011, 2023

## Coaches
| Jaar      | Coach             |
| --------- | ----------------- |
| 1969-1970 | Iiro Kuivalainen  |
| 1970-1976 | ?                 |
| 1976-1979 | Martti Hämäläinen |
| 1979-1980 | Markku Hoikkala   |
| 1980-1982 | ?                 |
| 1982-1983 | Eero Oksava       |
| 1983-2001 | ?                 |
| 2001-2007 | Timo Heinonen     |
| 2007-2008 | Antti Papinaho    |
| 2007-2009 | Ray Ailus         |
| 2009-2010 | Pekka Salminen    |
| 2010-2014 | Jukka Toijala     |
| 2014-2015 | Pekka Salminen    |
| 2015-2016 | Jukka Toijala     |
| 2016-2018 | Greg Gibson       |
| 2018-2020 | Juha Sten         |
| 2020-     | Petri Virtanen    |

## Bekende (oud-)spelers
| - Topias Palmi - Max Besselink - Daniel Mullings - Omar Calhoun - Victor Bailey Jr. - Dan Coleman |